# Mário Domingues
Mário José Domingues (ilha do Príncipe, 3 de julho de 1899 — Costa da Caparica, 24 de março de 1977) foi um escritor, publicista, jornalista, tradutor e historiador, considerado um dos mais fecundos no panorama literário português. Colaborou em diversos periódicos anarco-sindicalistas. Com inúmeros pseudónimos estrangeiros, alguns dos quais muito popularizados, escreveu algumas centenas de romances policiais, "cor-de-rosa" e de aventuras, que se venderam geralmente com grande êxito. Foi pai do artista plástico António Pimentel Domingues.

## Biografia
Nasceu na ilha do Príncipe, na roça Infante D. Henrique, propriedade da firma Casa Lima & Gama, com sede e escritório em Lisboa, filho de mãe angolana natural de Malanje, de nome Kongola ou Munga, que tinha ido para a ilha do Príncipe como contratada (à força) com quinze anos de idade, e de António Alexandre José Domingues, oriundo de famílias liberais de Lisboa. Com dezoito meses de idade foi enviado para Lisboa, sendo educado pela avó paterna.
Aos dezanove anos de idade aderiu ao ideário do anarquismo e iniciou colaboração no diário anarco-sindicalista A Batalha e, posteriormente, no jornal anarquista A Comuna, da cidade do Porto. Nesse período participou nas atividades de um grupo libertário que, entre outros, integrava Cristiano Lima e David de Carvalho. Fez parte da redação da revista  Renovação (1925-1926)  e colaborou na organização do congresso anarquista da União Anarquista Portuguesa (UAP).
Publicou diversas obras de ficção, entre as quais Hugo, o Pintor (1922), Delicioso Pecado (1923), A Audácia de um Tímido (1923), Entre Vinhedos e Pomares (1926) e O Preto de Charleston (1930). Após a Revolução de 28 de Maio de 1926 dedicou-se ao jornalismo e tornou-se escritor profissional. Voltou-se para a história, escrevendo mais de uma dezena de volumes.
Também se dedicou ao romance policial, de aventuras e à literatura cor-de-rosa recorrendo a pseudónimos pretensamente estrangeiros. Quando eram romances policiais e de aventuras assinava com os nomes de Henry Dalton & Philip Gray (com este pseudónimo escreveu noventa e dois volumes), Marcel Durand, W. Joelson, Fernand d'Almiro, Fred Criswell, F. Hopkins, Henry Jackson, James Black, James W. Sleary, James Strong, J. W. Powell, Joe Waterman, John Ferguson, Max Felton, Max Parker, Nelson Mackay, Peter O'Brion, William Brown, Thomas Birch, Guida de Montebelo, Marcelle de Sérizy, C. de La Touraine, Clau Weber, Repórter Mistério e André Chevalier, entre muitos outros.
A 10 de julho de 1970, foi agraciado com o grau de Oficial da Ordem Militar de Sant'Iago da Espada.
Apesar de se ter afastado do movimento anarquista, quando em 1975 apareceu a Voz Anarquista, escreveu uma carta ao diretor, onde declarava: Agora, mais do que nunca, é preciso proclamar bem alto que o anarquismo não é a desordem, a violência e o crime, como as forças reacionárias têm querido qualificá-lo. Urge desfazer essa lenda tenebrosa e demonstrar ao grande público, enganado por essas torpes mentiras, que o anarquista ama e defende o ideal supremo da ordem, exercida numa Sociedade edificada na Liberdade, na Fraternidade e na Justiça Social. À Voz Anarquista cabe essa sublime tarefa, recordando o exemplo de homens superiormente lúcidos como foram Proudhon, Eliseu Reclus, Sébastien Faure, Bakunine, Kropotkine, Neno Vasco, Pinto Quartin, Campos Lima, Cristiano Lima, Aurélio Quintanilha e outros propositadamente esquecidos, que abriram aos homens o Caminho da Liberdade.

## Obras
Entre outras obras, é autor de:
- Hugo, o Pintor, 1922
- Audácia de um Tímido, 1923
- Anastácio José, 1928
- O Preto do Charleston, 1930
- O Cavaleiro, o Monge e o Outro, 1948
- A Vida Grandiosa do Condestável, 1951
- O Drama e a Glória do Padre António Vieira, 1952
- O Marquês de Pombal, o Homem e a sua Época, 1955
- Fernão Mendes Pinto, 1958
- O menino entre gigantes, 1960